# Ásdís
Ásdís  è un nome proprio di persona islandese femminile.

## Origine e diffusione
Deriva dall'identico nome norreno, che è formato dalle radici áss ("dio") e dís ("signora", "dea"). Il primo elemento si ritrova anche in Aslaug, Åsa, Asbjørn, Astrid, Åsmund, Eskil e Anscario, mentre il secondo è comune a Hjördís, Vigdís e Valdís.

## Onomastico
Il nome è adespota, cioè non è portato da alcuna santa. Si può festeggiarne l'onomastico il 1º novembre, giorno di Ognissanti.

## Persone

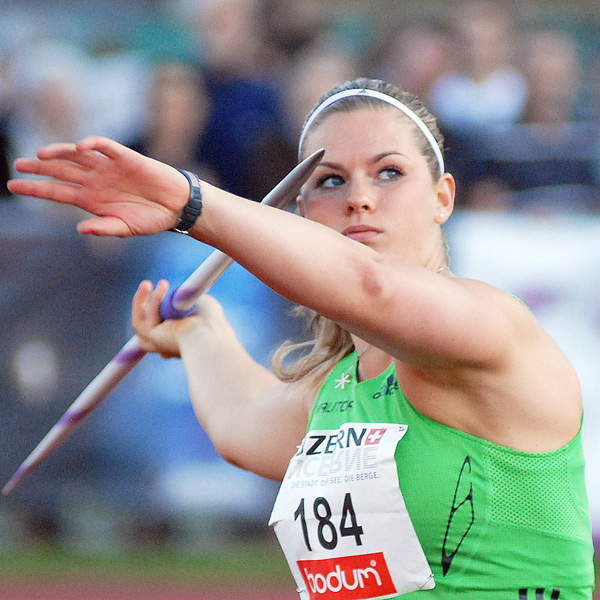
Ásdís Hjálmsdóttir

- Ásdís Hjálmsdóttir, atleta islandese